# Заяць Петро Іванович
Петро́ Іва́нович За́яць (нар. 30 травня 1972 — 8 травня 2016) — молодший сержант Збройних сил України, учасник російсько-української війни.

## Життєпис
Народився 1972 року в місті Сторожинець (Чернівецька область), виростав з братом Юрієм та сестрою Євгенією, навчався в сторожинецькій ЗОШ № 3, закінчив ЗОШ № 1. Після закінчення школи працював на різних роботах, 1990 року призваний на строкову службу до лав Збройних сил, служив у «будбаті» на теренах РФ. Через рік за станом здоров'я комісували, повернувся додому. 1996 року одружився з Тетяною, 1997-го народилася донька Людмила — вже тоді, коли батьки були розлучені. Тривалий час працював у лісовому комбінаті, потім — на фірмі «Боянівка». Згодом з'явилася інша жінка, з якою прожив у цивільному шлюбі 11 років, став справжнім батьком для її сина від першого шлюбу.
17 серпня 2015 року мобілізований, проходив підготовку на Рівненському полігоні; молодший сержант 54-ї окремої механізованої бригади, командир БМП. Проходив службу в зоні бойових дій, на блокпостах. Взимку 2016-го після Різдвяних свят побував удома в короткотерміновій відпустці. 31 березня Петро з побратимами підірвалися на міні поблизу міста Бахмут; вибуховою хвилею його викинуло з бойової машини.
Помер 8 травня 2016 року під час лікування у ВМКЦ Північного регіону в Харкові.
15 травня 2016-го похований з військовими почестями в місті Сторожинець.
Без Петра лишилися донька 1997 р.  н., батьки Іван Григорович та Василина Троянівна, брат і сестра.

## Нагороди та вшанування
- Указом Президента України № 522/2016 від 25 листопада 2016 року «за особисту мужність і високий професіоналізм, виявлені у захисті державного суверенітету та територіальної цілісності України, вірність військовій присязі» — нагороджений орденом «За мужність» III ступеня (посмертно)[1]
- 13 жовтня 2017 року в Сторожинецькій ЗОШ № 3 відкрито й освячено меморіальну дошку Петрові Зайцю.